# Aromán ábécé
Az aromán ábécé az aromán nyelv leírására szolgáló latin betűs ábécé. Az első írásos emlékei a 800-as évekből származnak. A nyelvet a 18. század közepéig görög írással írták. Az 1980-as évektől új helyesírási rendszert vezettek be, a görögországi és a romániai közösségek azonban még a régebbi, román ortográfián alapuló írást használják. Az új írásrendszer eltörölte a mellékjeles betűket, helyettük betűkapcsolatokat vezetett be, valamint új betűként az ã-t.
A jelenleg használt ábécé a következő:
A k, q, w betűket csak idegen eredetű nevekben és még meg nem honosodott idegen szavakban használják (pl. kaiser, quasar, watt).
Az sh, ts a román ș, ț megfelelője. Az lj, nj az l, n lágy párja, néhány forrásban ň, ľ betűkkel helyettesítik. Egyes régebbi forrásokban az ã helyett a romános ă vagy az â/î betű található.

## Kapcsolódó szócikk
- Arománok